# Пачка
Пачка је лака хаљина од крутог тила, коју балерине носе у класичним балетима, а понекад (ређе) и у модерним остварењима. Наша реч — пачка — је у српски језик дошла из руског језика, од исте речи. 
Пачка је током времена мењала облик, да би крајем 19. и почетком 20. века у потпуности откривала ноге балерине.
У англосаксонској терминологији користи се реч „туту“ (tutu) која је француског порекла.